# 휘몰이잡가

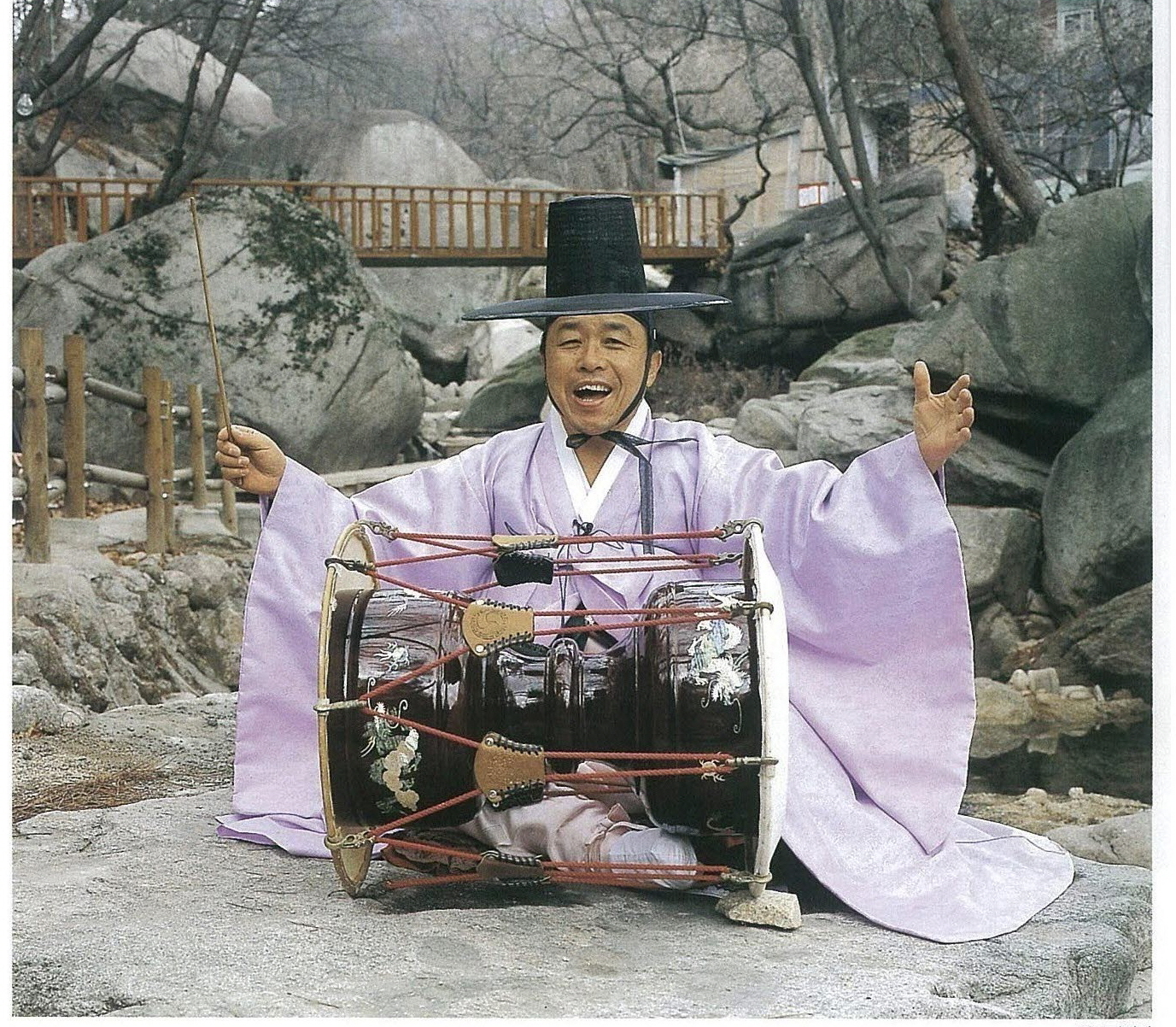
휘몰이잡가

휘몰이잡가란 서울잡가 가운데 한배가 빠른 것들을 말한다. 휘몰이라는 말은 우스꽝스러운 익살과 곁말투성이의 사설을 빠른 속도로 촘촘이 휘몰아쳐 나가는 창법에서 붙인 이름이다. 사설은 대개 장형시조의 변형으로, 해학적인 재미있는 말을 자진타령장단에 얹어 부르기 때문에 사설시조의 한 갈래에 포함되기도 한다.
 본 문서에는 서울특별시에서 지식공유 프로젝트를 통해 퍼블릭 도메인으로 공개한 저작물을 기초로 작성된 내용이 포함되어 있습니다.